# Vaena
Vaena es un género de polillas de la familia Geometridae.

## Especies
Se reconocen las siguientes:
- Vaena dubitata
- Vaena eacleoides
- Vaena filigranata